# Anthony Head
Anthony Stewart Head (Camden Town, 20 de fevereiro de 1954) é um ator e músico britânico nascido na Inglaterra.
Anthony nasceu em Londres. Seu pai é Seafield Head, autor de alguns documentários, e sua mãe a atriz Helen Shingler. Seu irmão mais velho, Murray Head, é ator e cantor.
É casado com Sarah Fisher, tem duas filhas. Emily Rose (1989) e Margeret May (1991).
Participou do seriado Buffy The Vampire Slayer como Giles e do seriado Merlin como Uther Pendragon.

## Filmografia

### Cinema
| Ano  | Título                                         | Papel                   | Notas                                        |
| ---- | ---------------------------------------------- | ----------------------- | -------------------------------------------- |
| 1981 | Lady Chatterley's Lover                        | Anton                   |                                              |
| 1987 | A Prayer for the Dying                         | Rupert                  |                                              |
| 1988 | La Collina del diavolo                         | Michael Toyle           |                                              |
| 1992 | Woof Again! Why Me?                            |                         | Filme lançado diretamente em mídia doméstica |
| 2003 | I'll Be There                                  | Sam Gervasi             |                                              |
| 2004 | Fat Slags                                      | Victor                  |                                              |
| 2005 | Framing Frankie                                | Dennis Folley           |                                              |
| 2005 | Imagine Me & You                               | Ned                     |                                              |
| 2006 | Scoop                                          | Detetive                |                                              |
| 2006 | Little Britain Live                            | Primeiro Ministro       | Filme lançado diretamente em mídia doméstica |
| 2007 | Sparkle                                        | Tony                    |                                              |
| 2007 | The Magic Door                                 | George                  | Filme lançado diretamente em mídia doméstica |
| 2007 | Amelia and Michael                             | Michael                 | Curta-metragem                               |
| 2007 | Sweeney Todd: The Demon Barber of Fleet Street | Cavalheiro na rua       | Cameo; não creditado                         |
| 2008 | Repo! The Genetic Opera                        | Nathan Wallace/Repo Man |                                              |
| 2011 | The Great Ghost Rescue                         | Primeiro Ministro       |                                              |
| 2011 | The Inbetweeners Movie                         | Pai de Will             |                                              |
| 2011 | Ghost Rider: Spirit of Vengeance               | Benedict                |                                              |
| 2011 | A Dama de Ferro                                | Geoffrey Howe           |                                              |
| 2013 | Underdogs                                      | Flash adulto (voz)      | [ 1 ]                                        |
| 2013 | Percy Jackson: Sea of Monsters                 | Chiron                  |                                              |
| 2013 | Convenience                                    | Barry                   |                                              |
| 2014 | Flying Home                                    | Sr. Montgomery          |                                              |
| 2016 | Despite the Falling Snow                       | Old Misha               |                                              |
| 2016 | A Street Cat Named Bob                         | Jack Bowen              |                                              |
| 2018 | Batman: Gotham by Gaslight                     | Alfred Pennyworth (voz) | Filme lançado diretamente em mídia doméstica |
| 2021 | School's Out Forever                           | Diretor                 |                                              |
| 2021 | Let the Wrong One In                           | Henry                   |                                              |
| 2024 | Upgraded                                       | Julian Marx             | Pós-produção                                 |

### Televisão
| Ano        | Título                               | Papel                                   | Notas                                                                             |
| ---------- | ------------------------------------ | --------------------------------------- | --------------------------------------------------------------------------------- |
| 1978       | Enemy at the Door                    | Clive Martel                            | 2 episódios                                                                       |
| 1978       | Lillie                               | William Le Breton                       | Minissérie                                                                        |
| 1978       | Accident                             | Simon Lovell                            | Episódio: "The Figures Man"                                                       |
| 1979       | Jackanory Playhouse                  | Spare                                   | Episódio: "The Christmas Cuckoo"                                                  |
| 1979       | The Mallens                          | Weir                                    | 2 episódios                                                                       |
| 1979       | Secret Army                          | Hanslick                                | Episódio: "A Safe Place"                                                          |
| 1980       | Love in a Cold Climate               | Tony Kroesig                            | 3 episódios                                                                       |
| 1981       | Crown Court                          | Timothy Preston-Berry                   | Episódio: "Hen Party"                                                             |
| 1981       | Bergerac                             | Bill                                    | Episódio: "See You in Moscow"                                                     |
| 1981       | BBC2 Playhouse                       | Chefe Hook                              | Episódio: "The Grudge Fight"                                                      |
| 1984, 1988 | The Comic Strip Presents...          | Ricki Engenheiro de Estúdio de Gravação | 2 episódios                                                                       |
| 1985       | C.A.T.S. Eyes                        | James Sinden                            | Episódio: "Goodbye, Jenny Wren"                                                   |
| 1985       | Howards' Way                         | Phil Norton                             | 5 episódios                                                                       |
| 1987       | Boon                                 | Richard Rathbone                        | Episódio: "Day of the Yoke"                                                       |
| 1988       | Pulaski                              | Dudley Fielding                         | Episódio: "The Price of Fame"                                                     |
| 1988       | Rockliffe's Babies                   | Chris Patterson                         | Episódio: "A Trip to the Zoo"                                                     |
| 1989       | Hard Cases                           | DC 'Spider' Webb                        | Temporada 2, episódio 6                                                           |
| 1991       | Woof!                                | Bentley                                 | 2 episódios                                                                       |
| 1993       | The Detectives                       | Simon                                   | Episódio: "Acting Constables"                                                     |
| 1993       | Highlander: The Series               | Allan Rothwood                          | Episódio: "Nowhere to Run"                                                        |
| 1994       | Royce                                | Pitlock                                 | Telefilme                                                                         |
| 1995       | VR.5                                 | Oliver Sampson                          | 10 episódios                                                                      |
| 1995       | The Ghostbusters of East Finchley    | Terry                                   | 2 episódios                                                                       |
| 1995       | NYPD Blue                            | Nigel Gibson                            | Episódio: "Cold Heaters"                                                          |
| 1996       | Roger Roger                          | Jimmy Price                             | Telefilme                                                                         |
| 1997       | Jonathan Creek                       | Adam Klaus                              | Episódio: "The Wrestler's Tomb"                                                   |
| 1997–2003  | Buffy the Vampire Slayer             | Rupert Giles                            | 121 episódios Papel principal (temporadas 1–5); papel recorrente (temporadas 6–7) |
| 1999       | Two Guys, a Girl and a Pizza Place   | Dr Staretski                            | Episódio: "Two Guys, a Girl and a Mother's Day"                                   |
| 2000       | Best Actress                         | Colin Truemans                          | Telefilme                                                                         |
| 2001       | Silent Witness                       | Henry Hutton                            | Episódio: "Two Below Zero"                                                        |
| 2002       | Spooks                               | Peter Salter                            | Episódio: "Traitor's Gate"                                                        |
| 2002       | Fillmore!                            | Professor Third (voz)                   | 2 episódios                                                                       |
| 2002–2003  | Manchild                             | James                                   | 15 episódios                                                                      |
| 2003       | And Starring Pancho Villa as Himself | William Benton                          | Telefilme                                                                         |
| 2003       | Reversals                            | Andrew Barton                           | Telefilme                                                                         |
| 2003, 2005 | My Family                            | Richard Harper / Ele mesmo              | 2 episódios                                                                       |
| 2003–2006  | Little Britain                       | Michael Stevens                         | 23 episódios                                                                      |
| 2004       | True Horror with Anthony Head        | Apresentador                            | 5 episódios                                                                       |
| 2004       | New Tricks                           | Sir Tim                                 | Episódio: "Painting on Loan"                                                      |
| 2004       | Monarch of the Glen                  | Chester Grant                           | 4 episódios                                                                       |
| 2005       | Murder Investigation Team            | Stewart Masters                         | Temporada 2, episódio 2                                                           |
| 2005       | Rose and Maloney                     | David Terry                             | Episódio: "Annie Johnson"                                                         |
| 2006       | Hotel Babylon                        | Sr. Machin                              | Temporada 1, episódio 2                                                           |
| 2006       | Doctor Who                           | Sr. Finch                               | Episódio: "School Reunion"                                                        |
| 2006       | Children's Party at the Palace       | Capitão Gancho                          | Especial de televisão                                                             |
| 2006       | Him and Us                           | Max Flash                               | Piloto não vendido                                                                |
| 2007       | Comic Relief 2007: The Big One       | Vários                                  | Especial de televisão                                                             |
| 2007       | Persuasion                           | Sir Walter Elliot                       | Telefilme                                                                         |
| 2007       | The Infinite Quest                   | Baltazar (voz)                          |                                                                                   |
| 2007       | Sensitive Skin                       | Tom Paine                               | 2 episodes                                                                        |
| 2007       | Sold                                 | Sr. Colubrine                           | 6 episodes                                                                        |
| 2007–2008  | Heroes Unmasked                      | Narrador                                | Temporadas 1–2                                                                    |
| 2007–2009  | Doctor Who Confidential              | Narrador                                | 30 episódios                                                                      |
| 2008       | Freezing                             | Lindsay Posner                          | Temporada 1, episódio 2                                                           |
| 2008       | The Invisibles                       | Maurice Riley                           |                                                                                   |
| 2008–2012  | Merlin                               | Uther Pendragon                         | 43 episódios                                                                      |
| 2009       | Free Agents                          | Stephen Caudwell                        |                                                                                   |
| 2011–2012  | Free Agents                          | Stephen                                 | Remake da série de 2009                                                           |
| 2013       | Dancing on the Edge                  | Donaldson                               |                                                                                   |
| 2013       | NTSF:SD:SUV::                        | Corningham                              | Episódio: "U-KO'ed"                                                               |
| 2013–2014  | Warehouse 13                         | Paracelsus                              | 4 episódios                                                                       |
| 2013–2015  | You, Me & Them                       | Ed Walker                               |                                                                                   |
| 2014–2015  | Dominion                             | David Whele                             | Elenco principal                                                                  |
| 2015       | Galavant                             | Pai de Galavant                         | Episódio: "My Cousin Izzy"                                                        |
| 2015–2016  | Yonderland                           | Nigel Maddox                            | 3 episódios                                                                       |
| 2016       | Drunk History                        | Horatio Nelson, Alexander Graham Bell   | 2 episódios                                                                       |
| 2016       | Guilt                                | James Lahue                             | 5 episódios                                                                       |
| 2017       | Still Star-Crossed                   | Lorde Silvestro Capulet                 | Papel regular                                                                     |
| 2017       | Shadowhunters                        | Angel Raziel (voz)                      | Episódio: "Beside Still Water"                                                    |
| 2018       | Girlfriends                          | John                                    | 5 episódios                                                                       |
| 2018       | The Split                            | Oscar Defoe                             | 6 episódios                                                                       |
| 2018       | Vanity Fair                          | Lorde Steyne                            | 3 episódios                                                                       |
| 2019       | Jack Ryan                            | Rupert Thorne                           | 2 episódios                                                                       |
| 2019–2022  | Motherland                           | Bill                                    | 4 episódios                                                                       |
| 2020       | The Stranger                         | Ed Price                                | 8 episódios                                                                       |
| 2020       | The Big Night In                     | Michael Stevens                         | Especial de televisão                                                             |
| 2020       | Robot Chicken                        | Rupert Giles / Albus Dumbledore (voz)   | Episódio: "Endgame"                                                               |
| 2020–2023  | Ted Lasso                            | Rupert Mannion                          | Papel recorrente (temporada 1); convidado (temporada 2); regular (temporada 3)    |
| 2021       | Back                                 | Charismatic Mike                        | Temporada 2, episódio 2                                                           |
| 2021       | Feel Good                            | George Senior                           | 2 episódios                                                                       |
| 2021       | Adventure Time: Distant Lands        | Wizard Con (voz)                        | Episódio: "Wizard City"                                                           |
| 2021       | The Canterville Ghost                | Sir Simon de Canterville                | 4 episódios                                                                       |
| 2022       | Bridgerton                           | Lorde Sheffield                         | Episódio: "An Unthinkable Fate"                                                   |

### Rádio
| Ano       | Título                             | Papel                                | Notas                        |
| --------- | ---------------------------------- | ------------------------------------ | ---------------------------- |
| 2007–2012 | Bleak Expectations                 | Gently Benevolent e Jeremy Sourquill |                              |
| 2010      | Ghost Stories by Walter de la Mare | O Leitor                             | Episódio 4 de 5: "A Recluse" |
| 2011–2014 | Cabin Pressure                     | Herc Shipwright                      | 7 episódios                  |
| 2012      | Clayton Grange                     | Saunders                             |                              |
| 2013      | Neverwhere                         | Sr. Croup                            |                              |
| 2018      | The Archers                        | Robin Fairbrother                    |                              |

### Teatro
| Ano       | Título                        | Papel                                         | Diretor              | Avenida                     | Notas              | Ref.   |
| --------- | ----------------------------- | --------------------------------------------- | -------------------- | --------------------------- | ------------------ | ------ |
| 1977      | Henry V                       | Duke of Clarence                              | Fred Proud           | Ludlow Castle               |                    |        |
| 1980      | Julius Caesar                 | Artemidorus                                   | Peter Gill           | Riverside Studios           |                    |        |
| 1980      | Fear of the Dark              | Robert Slade                                  | Walter Donohue       | Royal Court Theatre         | Noite de imprensa  |        |
| 1981      | Godspell                      | A Luz do Mundo                                | Stuart Mungall       | Young Vic                   |                    |        |
| 1982      | The Prince of Homburg         | Capitão Golz                                  | John Burgess         | Royal National Theatre      |                    |        |
| 1982–1984 | Danton's Death                | Sans-culottes / Menino / La Flotte            | Peter Gill           | Royal National Theatre      |                    |        |
| 1983      | A Patriot for Me              | Lt Stefan Kovacs / Kupfer’s Second / Deputado | Ronald Eyre          | Chichester Festival Theatre |                    |        |
| 1983      | A Patriot for Me              | Lt Stefan Kovacs / Kupfer’s Second / Deputado | Ronald Eyre          | Theatre Royal Haymarket     |                    |        |
| 1985–1986 | Yonadab                       | Absalom                                       | Peter Hall           | Royal National Theatre      |                    | [ 4 ]  |
| 1988–1989 | Chess                         | Freddie Trumper                               | Trevor Nunn          | Prince Edward Theatre       | Estreia mundial    |        |
| 1989–1990 | Lady Windermere's Fan         | Lorde Darlington                              | Anthony Ward         | Bristol Old Vic             |                    |        |
| 1990–1991 | The Rocky Horror Show         | Dr. Frank-N-Furter                            | Robin Lefevre        | Piccadilly Theatre          |                    | [ 5 ]  |
| 1992      | The Heiress                   | Morris Townsend                               | John David           | —                           | Turnê              | [ 6 ]  |
| 1992–1993 | Rope                          | Rupert Cadell                                 | Keith Baxter         | Minerva Theatre, Chichester |                    | [ 7 ]  |
| 1994      | Rope                          | Rupert Cadell                                 | Keith Baxter         | —                           | Turnê              | [ 8 ]  |
| 2003–2004 | Peter Pan                     | Capitão Gancho                                | Steven Dexter        | Savoy Theatre               |                    | [ 9 ]  |
| 2004      | The Pirates of Penzance       | O Rei Pirata                                  | Steven Dexter        | Savoy Theatre               |                    | [ 9 ]  |
| 2005–2006 | Otherwise Engaged             | Jeff Golding                                  | Simon Curtis         | —                           | Turnê              | [ 10 ] |
| 2006      | The Rocky Horror Tribute Show | Dr. Frank-N-Furter                            |                      | Royal Court Theatre         | Show para caridade | [ 11 ] |
| 2010      | Six Degrees of Separation     | Flan Kittredge                                | David Grindley       | The Old Vic                 |                    | [ 12 ] |
| 2015      | Rocky Horror Show Live        | 4° Narrador                                   | Christopher Luscombe | Playhouse Theatre           |                    | [ 13 ] |
| 2015      | Ticking                       | Edward (Pai de Simon)                         | Paul Andrew Williams | Trafalgar Studios           | Estreia mundial    | [ 14 ] |
| 2017      | Love In Idleness              | Sir John Fletcher                             | Trevor Nunn          | Menier Chocolate Factory    |                    | [ 15 ] |
| 2018      | The Muppets Take the O2       | Ele mesmo                                     | Andrew Williams      | The O2 Arena                |                    | [ 16 ] |

### Video games
| Ano  | Título                | Papel                    | Notas  |
| ---- | --------------------- | ------------------------ | ------ |
| 2006 | Destroy All Humans! 2 | Reginald Ponsonby-Smythe | [ 17 ] |

## Prêmios e indicações
| Ano  | Cerimônia                                          | Categoria                                                   | Obra                     | Resultado | Ref.   |
| ---- | -------------------------------------------------- | ----------------------------------------------------------- | ------------------------ | --------- | ------ |
| 2001 | Academy of Science Fiction, Fantasy & Horror Films | Melhor Ator Coadjuvante em Série de Televisão               | Buffy the Vampire Slayer | Indicado  |        |
| 2007 | Monte-Carlo TV Festival                            | Melhor Performance de um Ator - Filmes para Televisão       | Persuasion               | Indicado  |        |
| 2016 | Prague Independent Film Festival                   | Melhor Ator Coadjuvante                                     | Despite the Falling Snow | Venceu    | [ 18 ] |
| 2021 | Online Film & Television Association               | Melhor Ator Convidado em Série de Comédia                   | Ted Lasso                | Venceu    | [ 19 ] |
| 2024 | Screen Actors Guild Awards                         | Excelente Desempenho de um Conjunto em Uma Série de Comédia | Ted Lasso                | Indicado  | [ 20 ] |